# 阿克爾碼頭

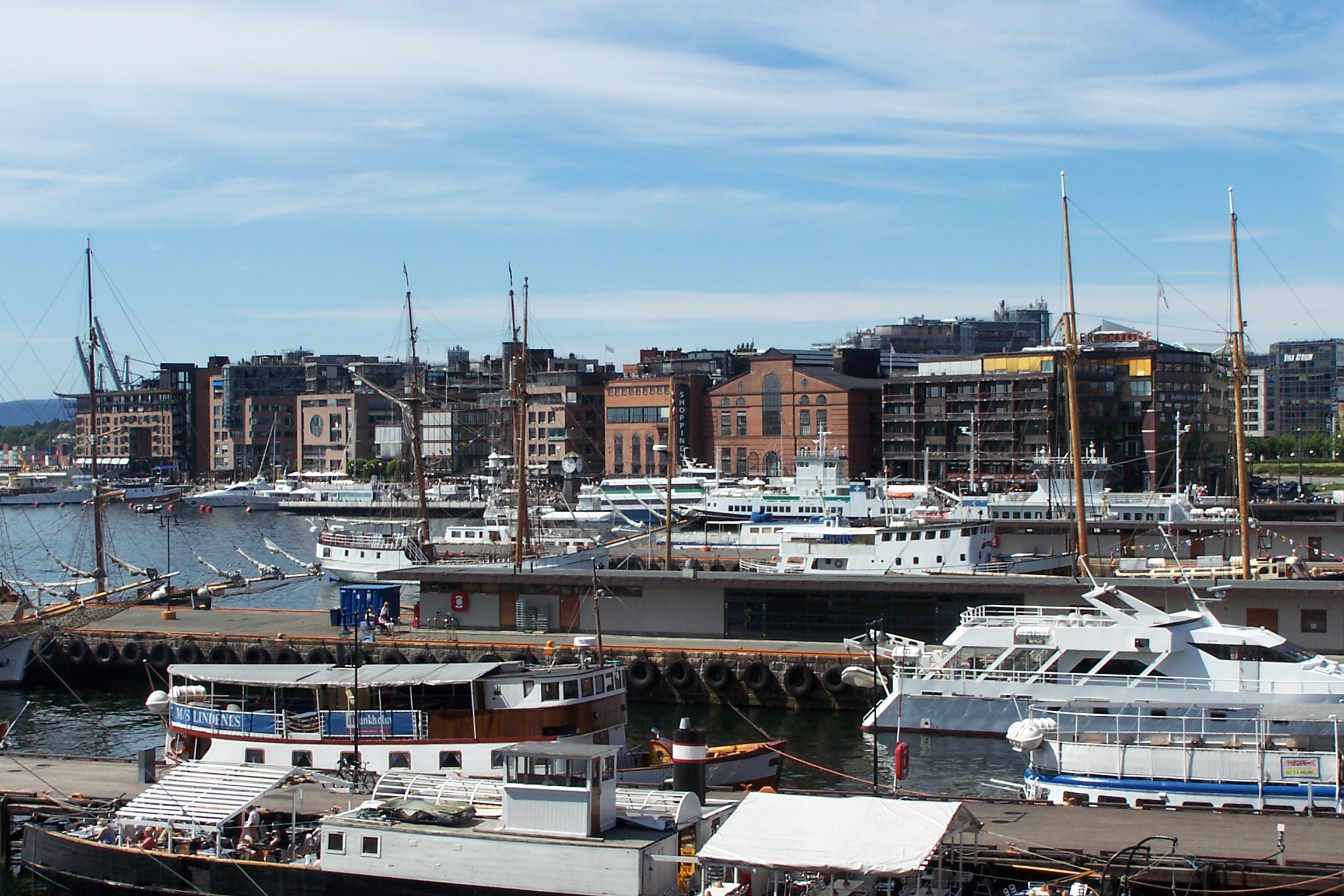

阿克爾碼頭（Aker Brygge）是挪威首都奧斯陸的一個熱門的購物、餐飲和娛樂地區。阿克爾碼頭在1854年建立了造船廠，從此工業開始得到發展。1982年之後，造船廠被關閉，部分就的設施被拆除。而一些大的車間則被改建為購物區。部分水域改為遊艇碼頭。現在大約有6000人在阿克爾碼頭工作，約有900人在這裡居住。

## 外部連結
官方网站